# Ignace de la Potterie

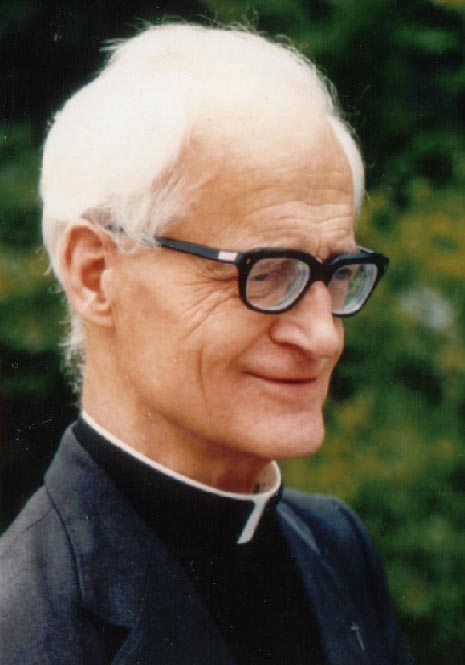
Ignace de la Potterie nei suoi ultimi anni di vita

Ignace de la Potterie (Waregem, 24 giugno 1914 – Lovanio, 11 settembre 2003) è stato un gesuita e teologo belga, conosciuto biblista, studioso di Sacra Scrittura, professore della Facoltà Biblica del Pontificio Istituto Biblico.

## Biografia
Dopo aver compiuto negli anni 1925-1932 gli studi classici (greco-latino) presso il collegio dei gesuiti di Gand, entrò nel noviziato della Compagnia di Gesù della stessa città di Gand il 23 settembre 1932. Compì poi gli studi filosofici e teologici alla facoltà gesuita di Lovanio, e venne ordinato presbitero il 24 agosto 1945.
Dal 1947 al 1950 fu iscritto al Pontificio Istituto Biblico conseguendo il 17 giugno 1949 il grado accademico di Licenza in Sacra Scrittura.
Il 3 giugno 1965 difese, sempre al Pontificio Istituto Biblico, la sua tesi di dottorato dal titolo: "Alêtheia". La notion johannique de vérité et ses antécédents historiques, moderatore il padre Stanislas Lyonnet S.J.

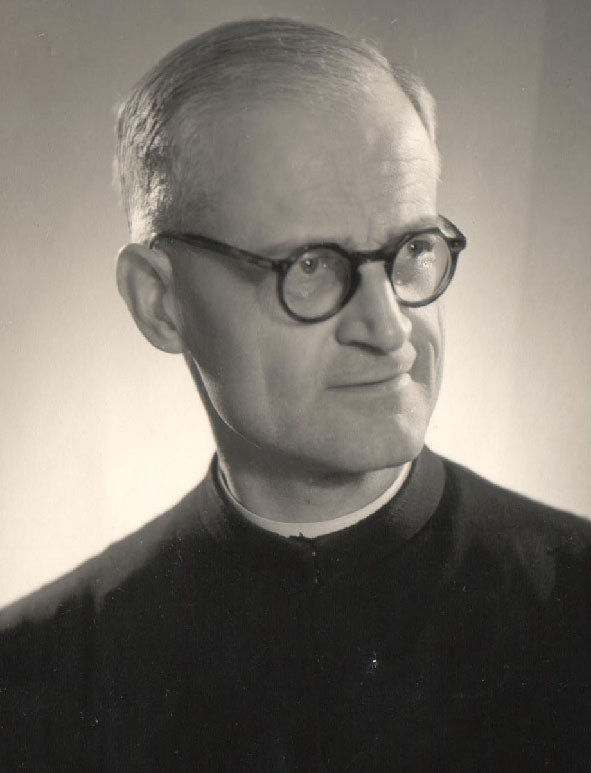
Ignace de la Potterie quando era professore al Biblico

Dal 1950 al 1960 fu professore di Sacra Scrittura (Nuovo Testamento) alla Facoltà di teologia gesuita di Lovanio.
Nel 1961 si trasferì a Roma all'Istituto Biblico come professore, e vi rimase fino al termine della sua attività accademica. Diventato professore emerito nel 1984 (al compimento del 70º anno), continuò il suo insegnamento fino al 1988-89. Il 15 dicembre 1989 concluse la sua attività di insegnamento accademico con una conferenza pubblica su Sacra Scrittura e scienza della fede.
Era stato anche membro della Pontificia Commissione Biblica (1973-1984) e consultore della Congregazione per la Dottrina della Fede. Carica, quest'ultima, che mantenne fino al 1993. Ebbe tra i suoi allievi il biblista Angelo Tosato.
Nel 2000 lasciò la comunità gesuita del Biblico per tornare nella sua provincia di origine (Belgio).
I suoi campi di specializzazione furono:
- i vangeli, in particolare gli scritti e la teologia di San Giovanni;
- la storia dell'esegesi cristiana;
- i problemi dell'ermeneutica.

## Pubblicazioni principali
- La vérité dans Saint Jean. I: Le Christ et la vérité. L'Esprit et la vérité; II: Le croyant et la vérité (Analecta Biblica 73-74), P.I.B., Roma 1977 seconda edizione riveduta 1999
- La preghiera di Gesù, Ed. AdP, Roma 1981
- Studi di cristologia giovannea, Marietti, Torino 1986
- La passion de Jésus selon l'évangile de Jean. Texte et Esprit (Lire la Bible), Cerf, Parigi 1986
- Marie dans le mystère de l'Alliance (Jésus et Jésus Christ 34), Desclée, Parigi 1988
- Il mistero del cuore trafitto. Fondamenti biblici della spiritualità del cuore di Gesù, EDB, Bologna 1988